# Amadou Cheiffou
Amadou Cheiffou(född 1942) är en nigeriansk politiker. Han tjänade staten som regeringschef från 27 oktober 1991 till 17 april 1993. Cheiffou ställde upp som kandidat för partiet Democratic Social Rally (RSD-Gaskiya) i presidentvalet som utlystes den 16 november 2004, och var fjärde av sex kandidater genom att vinna 6,35 % av rösterna.
Cheiffou tog examen från École nationale de l'aviation civile.